# Banca Popolare di Sondrio
Die Banca Popolare di Sondrio S.p.A. ist ein italienisches Kreditinstitut mit Sitz in Sondrio. Die Bank ist an der Borsa Italiana im Leitindex FTSE MIB gelistet.

## Geschichte
Die Banca Popolare di Sondrio wurde am 4. März 1871 in Sondrio gegründet und war inspiriert vom genossenschaftlichen Kreditmodell von Luigi Luzzatti eine der ersten Genossenschaftsbanken in Italien. Die Bank begann mit jeweils einer Niederlassung in Sondrio und Morbegno. Zwischen 1881 und 1962 wurden weitere zwölf Filialen in der Region eröffnet, bis 1970 waren es achtzehn.
Am 5. Januar 2022 wurde die Bank in eine Aktiengesellschaft umgewandelt und unterhält heute mehr als 500 Filialen.

## Tochtergesellschaften
Die Bankengruppe besteht Stand 2024 aus der Muttergesellschaft Banca Popolare di Sondrio und folgenden Tochtergesellschaften:
- Banca Popolare di Sondrio (Suisse) mit Sitz in Lugano ist ein Kreditinstitut nach schweizerischem Recht
- Factorit S.p.A. mit Sitz in Mailand ist ein Finanzdienstleister, der Factoring als Finanzierungsalternative anbietet
- Sinergia Seconda S.r.l. mit Sitz in Mailand leistet operative Unterstützung für die Aktivitäten der Bank und anderer Mitglieder der Bankengruppe im Immobiliensektor
- Popso Covered Bond S.r.l. mit Sitz in Conegliano ist im Bereich Pfandbriefe tätig
- PrestiNuova S.r.l. mit Sitz in Rom ist im Bereich Verbraucherdarlehensverträge tätig
- BNT Banca S.p.A. (Banca della Nuova Terra) mit Sitz in Sondrio